# Politik (seriál)
Politik (v anglickém originále The Politician) je americký komediálně-dramatický televizní seriál z roku 2019 streamovací služby Netflix, který vytvořili Ryan Murphy, Brad Falchuk a Ian Brennan. V hlavních rolích se objevili Ben Platt, Gwyneth Paltrow, Jessica Lange, Zoey Deutch, Lucy Boynton, Bob Balaban, David Corenswet, Julia Schlaepfer, Laura Dreyfuss, Theo Germaine, Rahne Jones a Benjamin Barrett.
První řada byla zveřejněna dne 27. září 2019 na Netflixu. Druhá řada seriálu měla premiéru 19. června 2020.

## Obsazení

### Hlavní role
| Ben Platt        | Payton Hobart                                                  |
| Zoey Deutch      | Infinity Jackson                                               |
| Lucy Boynton     | Astrid Sloan                                                   |
| Bob Balaban      | Keaton Hobart                                                  |
| David Corenswet  | River Barkley                                                  |
| Julia Schlaepfer | Alice Charles                                                  |
| Laura Dreyfuss   | McAfee Westbrook                                               |
| Theo Germaine    | James Sullivan                                                 |
| Rahne Jones      | Skye Leighton                                                  |
| Benjamin Barrett | Ricardo (hlavní role v 1. řadě, hostující role v 2. řadě)      |
| Jessica Lange    | Dusty Jackson (pouze v 1. řadě)                                |
| Gwyneth Paltrow  | Georgina Hobart                                                |
| Judith Light     | Dede Standish (vedlejší role v 1. řadě, hlavní role v 2. řadě) |
| Bette Midler     | Hadassah Gold (vedlejší role v 1. řadě, hlavní role v 2. řadě) |

### Vedlejší role
| Ryan J. Haddad      | Andrew Cashman  |
| Trevor Mahlon Eason | Martin Hobart   |
| Trey Eason          | Luther Hobart   |
| Martina Navrátilová | Brigitte        |
| Dylan McDermott     | Theo Sloan      |
| January Jones       | Lisbeth Sloan   |
| B. K. Cannon        | Kris            |
| Sam Jaeger          | Tino McCutcheon |
| Joe Morton          | Marcus Standish |
| Teddy Sears         | William Ward    |
| Jackie Hoffman      | Sherry Dougal   |

### Hostující role
| Rick Holmes         | Cooper                          |
| Eric Nenninger      | detektiv                        |
| Russell Posner      | Elliot Beachman                 |
| Terry Sweeney       | Buddy Broidy                    |
| Jake Tapper         | on sám (reportér BBC)           |
| Robin Weigert       | Andi Mueller                    |
| Susannah Perkins    | Jayne Mueller                   |
| Jordan Nichole Wall | Ivy, dívka s Downovým syndromem |

## Seznam dílů

### 1. řada
| Č. v seriálu | Č. v řadě | Původní název                              | Český název                            | Režie                 | Scénář                                  | Premiéra v USA |
| ------------ | --------- | ------------------------------------------ | -------------------------------------- | --------------------- | --------------------------------------- | -------------- |
| 1            | 1         | Pilot                                      | Pilotní díl                            | Ryan Murphy           | Ryan Murphy, Brad Falchuk a Ian Brennan | 27. září 2019  |
| 2            | 2         | The Harrington Commode                     | Harringtonova komoda                   | Brad Falchuk          | Ryan Murphy, Brad Falchuk a Ian Brennan | 27. září 2019  |
| 3            | 3         | October Surprise                           | Říjnové překvapení                     | Janet Mock            | Ryan Murphy, Brad Falchuk a Ian Brennan | 27. září 2019  |
| 4            | 4         | Gone Girl                                  | Zmizelá                                | Helen Hunt            | Ryan Murphy, Brad Falchuk a Ian Brennan | 27. září 2019  |
| 5            | 5         | The Voter                                  | Volič                                  | Ian Brennan           | Ryan Murphy, Brad Falchuk a Ian Brennan | 27. září 2019  |
| 6            | 6         | The Assassination of Payton Hobart: Part 1 | Atentát na Paytona Hobarta             | Gwyneth Horder-Payton | Ian Brennan                             | 27. září 2019  |
| 7            | 7         | The Assassination of Payton Hobart: Part 2 | Atentát na Paytona Hobarta: část druhá | Gwyneth Horder-Payton | Ian Brennan a Brad Falchuk              | 27. září 2019  |
| 8            | 8         | Vienna                                     | Vídeň                                  | Brad Falchuk          | Brad Falchuk                            | 27. září 2019  |

### 2. řada
| Č. v seriálu | Č. v řadě | Původní název          | Český název       | Režie                 | Scénář                                  | Premiéra v USA  |
| ------------ | --------- | ---------------------- | ----------------- | --------------------- | --------------------------------------- | --------------- |
| 9            | 1         | New York State of Mind | Tohle je New York | Brad Falchuk          | Ryan Murphy, Brad Falchuk a Ian Brennan | 19. června 2020 |
| 10           | 2         | Conscious Unthroupling | Rozchod ve třech  | Gwyneth Horder-Payton | Brad Falchuk a Ian Brennan              | 19. června 2020 |
| 11           | 3         | Cancel Culture         | Odepsanej         | David Petrarca        | Ryan Murphy, Brad Falchuk a Ian Brennan | 19. června 2020 |
| 12           | 4         | Hail Mary              | Poslední šance    | Tamra Davis           | Brad Falchuk a Ian Brennan              | 19. června 2020 |
| 13           | 5         | The Voters             | Voliči            | Ian Brennan           | Ian Brennan                             | 19. června 2020 |
| 14           | 6         | What's in the Box?     | Tajemství urny    | Tina Mabry            | Brad Falchuk a Ian Brennan              | 19. června 2020 |
| 15           | 7         | Election Day           | Volby             | Gwyneth Horder-Payton | Ian Brennan a Brad Falchuk              | 19. června 2020 |

## Produkce

### Natáčení
Hlavní natáčení první řady seriálu probíhalo v prostorech střední školy Fullerton Union v Orange County a ve městě Los Angeles.